# Jean-Achille Achard
Pour les articles homonymes, voir Achard.
Jean-Achille Achard, né Jean Achard à Abzac le 18 juillet 1845 et mort à Bordeaux le 23 août 1904, est un sculpteur français, père de Jean-Georges Achard.

## Biographie
| - Michel Montaigne |

Fils d'un petit artisan, il apprend la sculpture en autodidacte en sculptant des sabots dans l'atelier de son père ; il réalise aussi un Christ en bois pour l'église d'Abzac et un buste en pierre de Gambetta, qu'il exécute à partir d'une photographie.
Installé à Bordeaux, il se fait connaître par une série de bustes, pour la plupart sur les notabilités bordelaises.

## Œuvres
- Buste de Michel de Montaigne, plâtre, 1904, Musée des beaux-arts de Bordeaux[3]
- Christ en bois, église d'Abzac, non daté